# 学校法人創志学園
学校法人創志学園（がっこうほうじんそうしがくえん）は、神戸市中央区に本部を置く学校法人の名称。総長は大橋博。
幼児教育から小学校・中学校・高等学校の学外教育、高等学校、専門学校、大学などを運営している。
「挑戦と創造の教育」を建学の精神として掲げている。

## 設置校
当法人が設置する学校は以下の通り
- 環太平洋大学
- 東京経営短期大学
- クラーク記念国際高等学校
- 創志学園高等学校
- 成女高等学校
- 成女学園中学校
- 日本健康医療専門学校
- 専門学校東京国際ビジネスカレッジ
- 専門学校東京国際ビジネスカレッジ福岡校
- 専修学校クラーク高等学院天王寺校
- 専修学校クラーク高等学院大阪梅田校
- 専修学校クラーク高等学院名古屋校
- 専修学校クラーク高等学院札幌大通校

## 役員・教職員
- 理事長　増田 哲也
- 理事数　7名
- 監事数　5名
- 評議員数　15名

## 沿革
学校法人創志学園の基礎は、1992年（平成4年）北海道深川市に法人本部を置いた学校法人国際情報学園に始まる。
同法人は、同年に広域通信制高校として日本で6番目となる認可を受けて「クラーク記念国際高等学校」を開校した。当時、年間約11万人を越える中退者を出していた全日制高等学校の補完機関として、新しいスタイルの高校教育を展開していった。
1994年（平成6年）に同学園の理事長であった大橋博が学校法人愛媛女子学園の理事長に就任、1995年（平成7年）には愛媛女子短期大学（現・環太平洋大学短期大学部）の学長に就任した。
2001年（平成13年）3月に上記2法人を合併し、短期大学を設置していた愛媛女子学園が存続法人となり、同年8月に法人名称を学校法人愛媛女子学園から学校法人創志学園と改称した。その後、2002年3月に日本健康医療専門学校、2003年2月に専門学校東京国際ビジネスカレッジ、2004年3月に専門学校福岡国際ビジネスカレッジ（現・専門学校東京国際ビジネスカレッジ福岡校）、2005年3月に専修学校クラーク高等学院天王寺校の設置認可を受けて開校した。
2005年3月に法人本部事務局を愛媛県宇和島市より神戸市中央区に移転。
2006年11月に環太平洋大学（体育学部、次世代教育学部、通信教育課程）の設置認可を受け、2007年4月に開学。
大橋博初代学長が就任した。
2010年2月にベル学園高等学校の設置者変更認可、学科改組により全日制課程普通科を設置。同年4月にベル学園高等学校から創志学園高等学校に校名変更した。
環太平洋大学に梶田叡一第2代学長が就任した。
2012年4月に環太平洋大学次世代教育学部国際教育学科（定員400名）、体育学部健康科学科（定員240名）設置。体育学科定員変更（560名）。学級経営学科を教育経営学科（480名）に、幼児教育学科をこども発達学科（320名）に名称変更及び定員変更。学級経営学科（通信）を教育経営学科（通信）に名称変更。環太平洋大学に中原忠男第3代学長が就任した。
2012年4月に愛媛女子短期大学を環太平洋大学短期大学部に名称変更。子ども学科を人間発達学科に名称変更及び定員変更（200名）。愛媛女子短期大学附属幼稚園を環太平洋大学短期大学部附属幼稚園に校名変更。専門学校福岡国際ビジネスカレッジを専門学校東京国際ビジネスカレッジ福岡校に校名変更した。
2015年8月に東京経営短期大学の設置者変更（学校法人村田学園から創志学園へ）認可。
2016年4月、環太平洋大学に大橋節子第4代学長が就任した。
2016年8月、クラーク国際（北北海道）と創志学園（岡山）が、夏の甲子園に揃って初出場。
2017年4月に東京経営短期大学こども教育学科（120名）を設置。
2012年4月に環太平洋大学体育学部体育学科の収容定員増（1200名）。